# الفرع السحائي للشريان القذالي
الفرع السحائي للشريان القذالي (بالإنجليزية: Meningeal branch of occipital artery)‏هو أحد افرع الشريان القذالي ويصعد مع الوريد الوداجي الداخلي، ويدخل الجمجمة من خلال الثقبة الوداجية(بالإنجليزية: Jugular foramen)‏ قناة كونديلويد(بالإنجليزية: Condylar canal)‏، لتزويد الأم الجافية في حفرة القحف الخلفية.